# 江刺甚句まつり
江刺甚句まつり（えさしじんくまつり）は、日本の岩手県奥州市江刺で毎年5月に行われている祭りである。2012年現在開催回数は39回。2011年のまつりは震災のため10月に秋まつりとして開催された。

## 概要
5月3日に宵まつり、5月4日に本まつりが開催される。
会場は商店街の車道（期間中は一部歩行者天国）、および大通り公園である。

## 宵まつり

### 昼の部
区内の小・中学生が参加する「子供甚句パレード」と「音楽パレード」が行われる。子供甚句パレードは右手にうちわを持ち、「チョイサノサッサ」という掛け声とともに「江刺甚句」という踊りを2つのコースに分かれて踊りながら行進する。

### 夜の部
夜祭りは、大通り公園を会場にして行われる。
周辺には夜店がたち並び、静かな街にとってはそれだけでもにぎやかであるが、メインイベントは公園に設置された特設ステージで行われるコンサートやトークである。

## 本まつり
25・42歳祝連による甚句踊りが行われる。

## 関連施設
- おまつり伝承館 （資料等を展示し、無料で一般開放している）

　10:00～17:00　休／毎週火曜日